# Geza Slovig

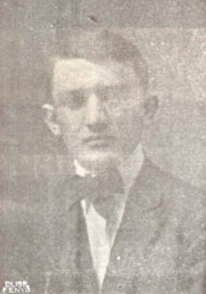
Geza Slovig (etwa 1925)

Geza Slowig (* 1. September 1897 in Steierdorf, Österreich-Ungarn; † 13. Januar 1944 in Bukarest, Rumänien) war ein rumäniendeutscher Kirchenmusiker, Musikpädagoge und Komponist.

## Leben
Slowig besuchte einen Orgelkurs in Temeswar und wurde von dem Pfarrer und Komponisten Carl Auner dem Bischof Alexandru Theodor Cisar als Organist empfohlen. Dieser berief ihn 1930 zum Domorganisten an die St.-Josef-Kathedrale nach Bukarest, die zu der Zeit gerade mit einer neuen Orgel der Firma Carl Leopold Wegenstein aus Temeswar ausgestattet wurde. Beim Festgottesdienst zur Einweihung der Orgel spielte Slowig drei solistische Werke von Franz Liszt, Alexandre Guilmant und Frederick Scotson Clark.
Slowig wirkte bis zu seinem Tod als Organist der St-Josef-Kathedrale. Zugleich war er als Musik- und Gesangslehrer an den Gymnasien St. Josef und St. Andreas tätig. Neben kirchenmusikalischen Werken komponierte er mehrere Klavierstücke sowie kleinere Stücke für Soloinstrumente und Salonorchester. 1941 erkrankte Slovig schwer und starb 1944 an einem Herzinfarkt.

## Werke
- Tantum ergo für Chor und Orgel
- Ecce Sacerdos magnus für Chor und Orgel
- O salutaris hostia für Chor und Orgel
- Missa Dominicalis für Chor, Orgel, Harfe und Streichquartett
- Te cheama Isus (Es ruft dich Jesus) für Chor und Orgel
- Te Deum laudamus für Chor und Orgel
- Salve Regina für Sopran-Solo, Cello-Solo und Orgel

## Quelle
- Edition Musik Südost - Geza Slovig